# Géographie de la Chine
La géographie de la Chine est à la fois marquée par des contraintes naturelles, une histoire ancienne, un système politique particulier et une récente ouverture sur le monde.
La Chine est le quatrième pays le plus vaste du monde. Avec plus de 5 000 km d’une frontière à l’autre, la Chine Populaire présente des paysages très variés. La moitié orientale du pays est composée de plaines fertiles, de montagnes, de déserts et de steppes. La moitié occidentale est occupée par des dépressions, des plateaux vallonnés et des massifs.

## Politique et administration

### Limites
La Chine possède la plus grande frontière terrestre avec d'autres pays.

### Découpages territoriaux
Le territoire chinois est défini en plusieurs grandes régions, qui n'ont plus de statut administratif mais plutôt historique et géographique :
- Dongbei (Nord-Est)
- Huabei (Nord de Chine)
- Huadong (Est de Chine)
- Zhongnan (Centre-Sud), comprenant Huazhong (Centre de Chine) et Huanan (Sud de Chine)
- Xibei (Nord-Ouest)
- Xinan (Sud-Ouest)

### Revendications
- Taïwan et Chine continentale, revendiqué à la fois par la République de Chine et la République populaire de Chine, les deux pays tendant historiquement à parler d'« une Chine, deux gouvernements » mais depuis l'élection du Parti démocrate progressiste (PDP) à Taïwan et la prépondérance des électeurs du PDP, le peuple Taïwanais se considère comme un pays à part entière ;
- îles Diaoyu (îles Senkaku en japonais), revendiquées par le Japon et la Chine ;
- une partie du Cachemire ;
- Arunachal Pradesh ;
- îles de la mer de Chine méridionale (îles Spratleys et îles Paracels notamment).

## Relief
Le relief de la Chine est avant tout marqué par la montagne : 40 % du territoire chinois se trouve au-dessus de 2 000 mètres d'altitude. Les géographes distinguent en général trois grands ensembles, disposés en escalier, avec un gradient d'altitude décroissant de l'ouest vers l'est. Un escarpement continental, qui court du Grand Khingan au plateau Yunnan-Guizhou en passant par les monts Taihang, sépare les plateaux arides du nord et de l’ouest des plaines fertiles de l’est, où se concentre la grande majorité de la population et de l’agriculture intensive.

### La Chine occidentale: montagnes, hauts plateaux et bassins
L'Himalaya sépare le monde chinois (au nord) du monde indien (au sud). La chaîne culmine à 8 849 mètres à l'Everest, situé à la frontière entre le Nepal et la region autonome du Tibet, sous administration chinoise. Derrière l'Himalaya, en allant vers le nord, on trouve le plateau tibétain, encadré par le Karakoram et les monts Kunlun. Ces derniers se séparent en plusieurs branches au fur et à mesure que l’on part vers l’est depuis le Pamir. Les branches septentrionales, l’Altyn-Tagh et le Qilian Shan, forment le bord du plateau tibétain et contournent le bassin du Qaidam, une région sablonneuse et marécageuse contenant plusieurs lacs salés. La branche sud des monts Kunlun sépare les bassins collecteurs du fleuve Jaune et celui du Yangzi Jiang.
Le nord-ouest de la Chine est occupé par deux bassins désertiques séparés par la chaîne du Tian Shan : au sud, le bassin du Tarim, le plus grand du pays, riche en charbon, pétrole et minerai et la Dzoungarie au nord. Enfin, la frontière avec la Mongolie est marquée par la chaîne de l’Altaï et le désert de Gobi, qui s'étend au nord des monts Qinling. Le corridor du Gansu, à l’ouest du coude du Huang He, fut une voie de communication importante avec l’Asie centrale.

### La diversité du centre

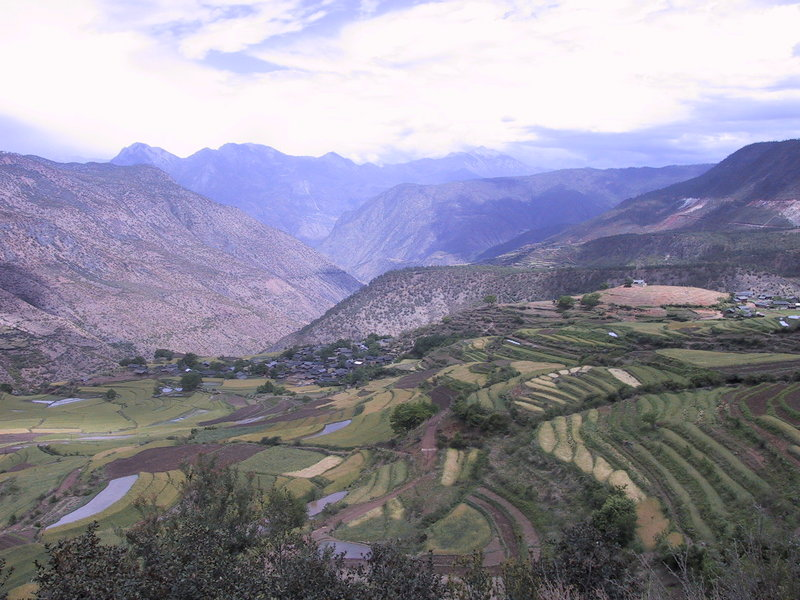
Paysage montagneux du Yunnan

Le centre de la Chine est en moyenne moins élevé que les régions occidentales du pays. Le relief se compose de moyennes montagnes, de plateaux, de collines et de bassins. Mais on peut distinguer plusieurs sous-ensembles souvent compartimentés.
Au nord de la Grande Muraille se trouve le plateau de Mongolie à une altitude moyenne de 1 000 mètres ; il est traversé d’est en ouest par les monts Yin à 1 400 mètres d'altitude environ. Au sud se trouve le plus grand plateau de lœss au monde, couvrant une surface de 600 000 km2 à cheval sur les provinces de Shaanxi, Gansu et Shanxi, ainsi qu’une partie de la région autonome du Níngxià.
Au sud du Qinling se trouvent les régions densément peuplées et fortement industrialisées des plaines du Yangzi Jiang ainsi que, en amont, le bassin du Sichuan.
Secondaire au Qinling en tant que frontière intérieure, la chaîne du Nanling est la plus méridionale des chaînes traversant le pays d’est en ouest. Au sud du Nanling, le climat tropical permet deux récoltes de riz annuelles. Au sud se trouve le bassin de la rivière des Perles. À l’ouest, le plateau Yunnan-Guizhou s’élève en deux étapes, atteignant respectivement 1 200 et 1 800 mètres d’altitude, en direction des montagnes escarpées marquant la limite orientale du plateau tibétain.
Le sud de cet ensemble est davantage marqué par l'altitude : le Yunnan se distingue par son relief karstique et ses vallées encaissées.

### L'est des faibles altitudes
Mis à part les moyennes montagnes du sud-est (Fujian), les régions littorales sont constituées de plaines et de collines de faible altitude propices à l'agriculture et aux fortes densités humaines. C'est dans cette région que les trois grands fleuves chinois se jettent dans la mer, en formant des deltas. La côte méridionale est davantage découpée que celle du nord.

## Hydrographie

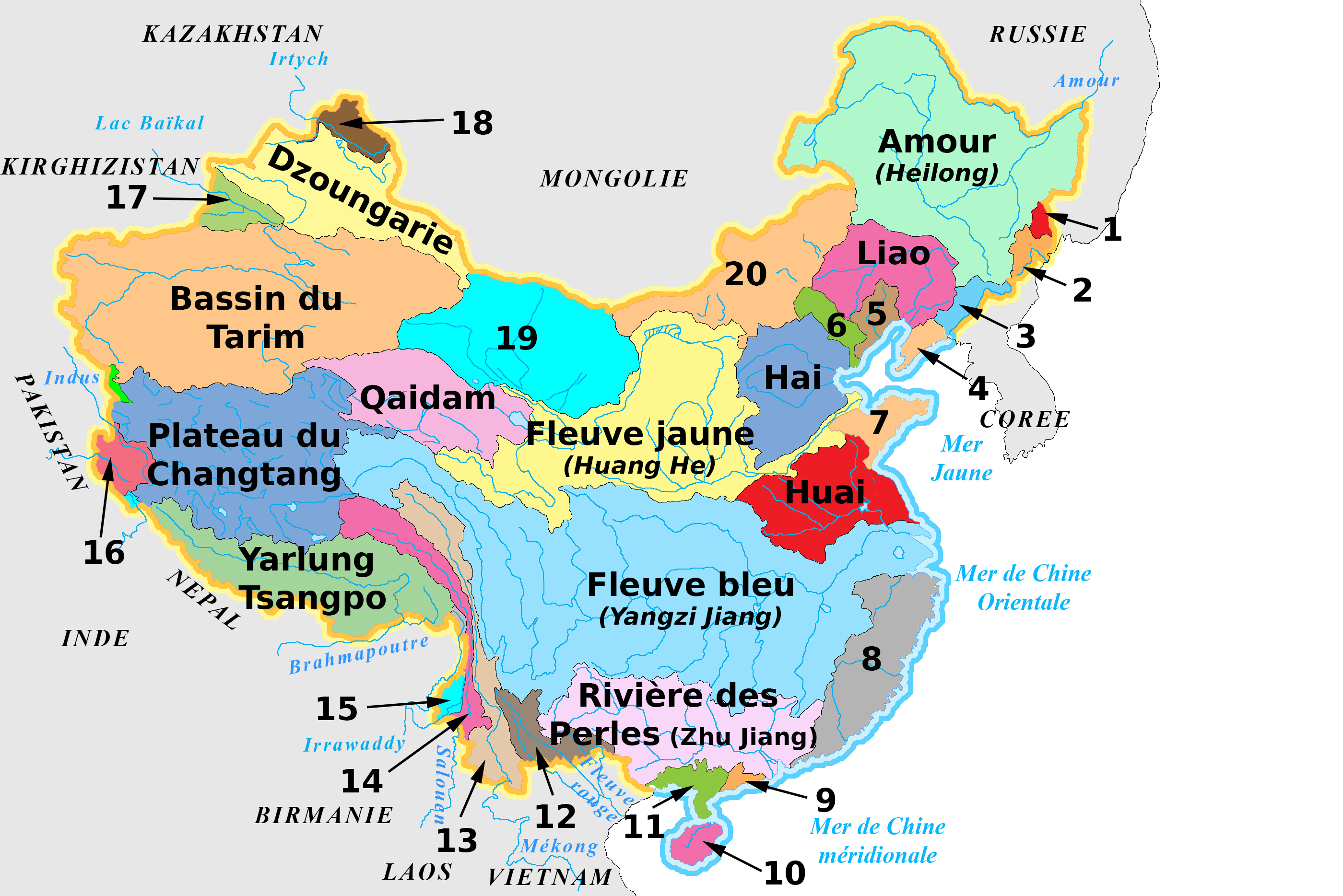
Carte des bassins versants des fleuves chinois. Légende : 1 : Suifen - 2 : Tumen - 3 : Yalu - 4 : Liaodong - 5 : Fleuves côtiers du Hebei et du Liaoning occidental - 6 : Luan - 7 : Fleuves de la péninsule du Shandong - 8 et 9 : Fleuves côtiers du sud-est - 10 : Fleuves du Hainan - 11 : Fleuves de la péninsule du Leizhou, rivières du Guangxi sud-est - 12 : Yun Jiang / Song Hong - 13 : Lancang (Mekong) - 14 : Nu / Salouenn - 15 : Dulong (affluent de l'Irrawaddy) - 16 : Panjnad/ Sênggê Zangbo affluent de l'Indus - 17 : Ili - 18 : Ertix (cours supérieur de l'Irtych) - 19 : Corridor du Hexi - Alxa - 20 : Mongolie-Intérieure.

Le territoire chinois se divise en deux zones. À l’ouest, une zone endoréique englobe un tiers du territoire chinois avec une hydrographie qui ne parvient pas à la mer. Et à l’est, une zone exoréique recouvre les deux tiers du territoire. On compte en Chine près de 50 000 cours d’eau avec un bassin supérieur à 100 km2 et plus de 2 800 lacs supérieur à 1 km2.
Dans la zone endoréique, on trouve trois bassins principaux. Le bassin du haut Tibet avec 1 000 000 km2 représente 0,1 % des écoulements d'eau douce du territoire chinois. Le bassin du Xinjiang couvre 2 000 000 km2 et assure 0,3 % des écoulements d'eau douce de la Chine. Enfin, le domaine mongol occidental qui s'étend sur les 400 000 km2 du désert de Gobi, ne présente pas d’écoulement permanent.
La zone exoréique comporte plusieurs bassins principaux. Le bassin du Heilong Jiang couvre une surface de 1 000 000 km2 et concerne 7 % de l'écoulement d'eau douce en Chine, il a trois affluents principaux. Le bassin de la Chine du Nord, 650 000 km2, se caractérise par une faible alimentation générale mais des crues extrêmement brutales dues aux pluies concentrées essentiellement sur 2 mois, et par le record du monde de turbidité. Dans le réseau du Sud Est qui s'étend sur 200 000 km2, la course des fleuves est forte mais courte. Son alimentation, très conséquente, a pour origine la mousson et les typhons. Le débit y est important mais la turbidité y est plus faible qu’au nord. Le réseau méridional alimente le fleuve Xi Jiang, troisième fleuve de Chine, qui prend sa source aux Yunnan, reçoit beaucoup d’affluents, essentiellement de rive gauche, et se jette à l’embouchure de la rivière des Perles. Ce bassin est deux fois moins étendu que celui du fleuve jaune mais écoule un volume cinq fois supérieur : en été, le débit peut atteindre 50 000 m3/s. Le Xi Jiang est l’un des fleuves les moins dangereux de la Chine. Enfin, le réseau du Sud Ouest se compose de fleuves nés au Tibet et qui s’écoulent ensuite en Inde et dans la péninsule indochinoise. Les fleuves sont encaissés et alimentés par la mousson du Bengale et la fonte des neiges.

### Fleuves

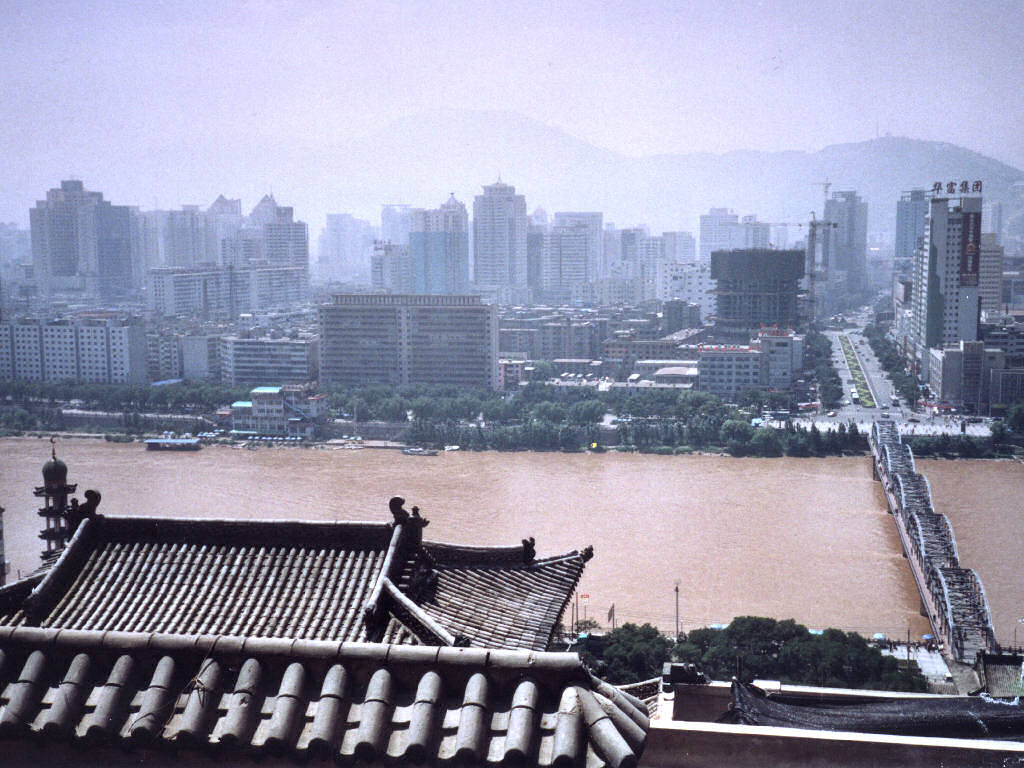
Le Huang He à Lanzhou

Le Yangzi Jiang (le fleuve Bleu) est le plus long fleuve de Chine, troisième fleuve du monde après le Nil et l’Amazone. Il est navigable sur une grande partie de sa longueur et porte le site du barrage des Trois-Gorges. Il prend sa source au Tibet puis traverse 6 300 km au cœur de la Chine, drainant un bassin hydrographique de 1,8 million de km2 avant de se jeter dans la mer de Chine orientale. Le bassin du Sichuan bénéficie d’un climat doux et humide et d’une longue saison de croissance, ce qui le rend propice à de nombreuses cultures. La province est une grande productrice de soie ainsi qu’une importante région industrielle et minière.
Le fleuve Jaune prend sa source dans les hauts plateaux tibétains, puis traverse la plaine de la Chine du Nord, centre historique de l’expansion de la culture chinoise. Ses riches sols alluviaux sont cultivés depuis la Préhistoire. La plaine elle-même est une continuation de la plaine de Mandchourie vers le sud-ouest, bien qu’elle en soit séparée par la mer de Bohai.
Le Hai He, comme la rivière des Perles et les autres grands fleuves, coule d’ouest en est. Sa course en amont est composée de cinq rivières confluentes au niveau de Tianjin. Il parcourt ensuite 70 km avant de se jeter dans la mer de Bohai. La rivière Huai naît quant à elle dans la province de Henan et alimente plusieurs lacs avant de se jeter dans le Yangzi Jiang près de Yangzhou.

### Mers
Les eaux territoriales chinoises sont principalement des mers de l’océan Pacifique et baignent environ 5 000 îles le long des 14 000 km de côtes. La côte est principalement rocheuse au sud de la baie de Hangzhou, et plutôt sableuse au nord. Les mers qui bordent la Chine sont, du nord au sud, la mer Jaune, comprise entre la région de Jiangsu, à l'ouest, et la péninsule de Corée, à l'est; la mer de Chine orientale, délimitée par l'archipel d'Okinawa, l'île de Kyushu (Japon), la côte de Chine centrale, et l'île de Taïwan; et la mer de Chine méridionale, bordée de Taïwan, des Philippines, de la côte chinoise sud, et du Viet Nam.

## Climat

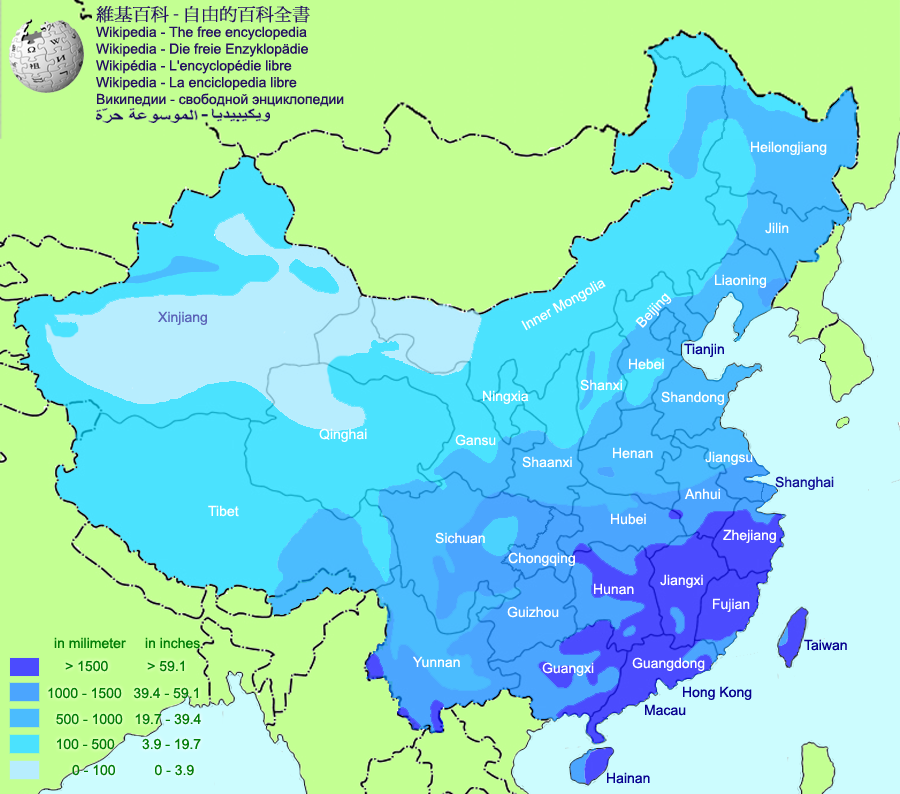
Carte des précipitations annuelles en Chine continentale et à Taïwan.

Le climat de la Chine est très varié, de subtropical (appelé d'ailleurs parfois « climat chinois ») au sud (de l'île de Hainan à Shanghai) à subarctique au nord (province de Heilongjiang)[réf. nécessaire], et marqué par la mousson résultant de la différence de capacité du continent et de l’océan à absorber la chaleur. C’est en effet la mousson qui est responsable pour une large part de la quantité de précipitations que reçoivent les différentes régions du pays. La répartition de la population chinoise est à mettre en rapport avec les contraintes climatiques.
Les régions arides du Nord-Ouest (Mongolie intérieure et Xinjiang) subissent de grands écarts de température, avec des étés caniculaires et secs, et des hivers froids et très secs. Le plateau tibétain, avec une altitude moyenne de 4 000 m, connaît des hivers extrêmement froids et rigoureux, et des étés courts et relativement doux. Il reçoit un ensoleillement abondant toute l'année. Au nord-est les étés sont brefs et frais, les hivers sont longs et rudes. Le long des régions côtières de l'Est, le climat océanique domine. Dans le centre agricole, le long du fleuve Yangzi, les étés sont toujours chauds et très pluvieux. Le climat de la Chine du Sud est de type subtropical, avec des hivers doux et humides, et des étés chauds et pluvieux. L'extrême frange sud du Yunnan, du Guangxi et du Guangdong et l'île de Hainan ont un climat tropical. La mousson arrose toute la Chine orientale et centrale en remontant du sud au nord pendant la saison chaude.
Si la différence de températures entre le nord et le sud est très grande en hiver, elle est bien plus faible en été. Ainsi, la moyenne des maxima de janvier est inférieure à 0° dans le nord du Heilongjiang et la température peut par ailleurs descendre jusqu’à - 30 °C. Les moyennes de juillet dépassent quant à elles 20 °C. En comparaison, les moyennes de janvier sont supérieures à 10 °C au centre et au sud du Guangdong, pour 28 °C en juillet. La côte sud-est est exposée au risque des cyclones tropicaux de juillet à septembre. Ces tempêtes tropicales provoquent chaque année d'importants dégâts provoqués par des vents violents et des inondations.
Les variations régionales des précipitations sont encore plus importantes que celle des températures. Au sud des monts Qinling, les précipitations sont abondantes, surtout pendant la mousson d’été. Le nord-est est en revanche beaucoup plus sec à cause de la présence d'un anticyclone en hiver. Au centre-nord, le désert de Gobi est considéré comme un désert froid et soumis à des tempêtes de sable. Au nord-ouest, le désert du Takla-Makan est un désert d'abri où l'agriculture n'est possible que dans les oasis. Au sud-ouest, les hauts plateaux du Tibet sont aussi secs, à cause de la barrière de l'Himalaya qui bloque l'air humide venant du sud.

## Faune et flore
Dans les forêts tropicales et dans la vallée du Xi Jiang, certains arbres dépassent parfois 50 m. Une vaste zone de végétation très diverse s’étend au nord du Chang Jiang, avec des chênes verts, des ginkgo bilobas, des bambous, des azalées... On trouve aussi des forêts entièrement recouvertes de magnolia, de lauriers, avec des petits buissons, du bambou. En altitudes, vers l'Himalaya, les pins et sapins sont les plus présents.
La Chine a beaucoup de climats, cela permet une faune plus variée et dans certains endroits, plus développée. Certaines espèces de plantes n’existent d’ailleurs plus qu'en Chine, tout comme quelques animaux tels le panda géant.
Le sud de la Chine a un climat tropical, ce qui permet aux animaux et aux végétaux de se développer en grande quantité. Le tigre, l’ours et d’autres prédateurs préfèrent les endroits plus isolés, comme plusieurs plantes qui ne supportent pas de pousser en trop grand nombre, dans un milieu humide.

## Ressources naturelles

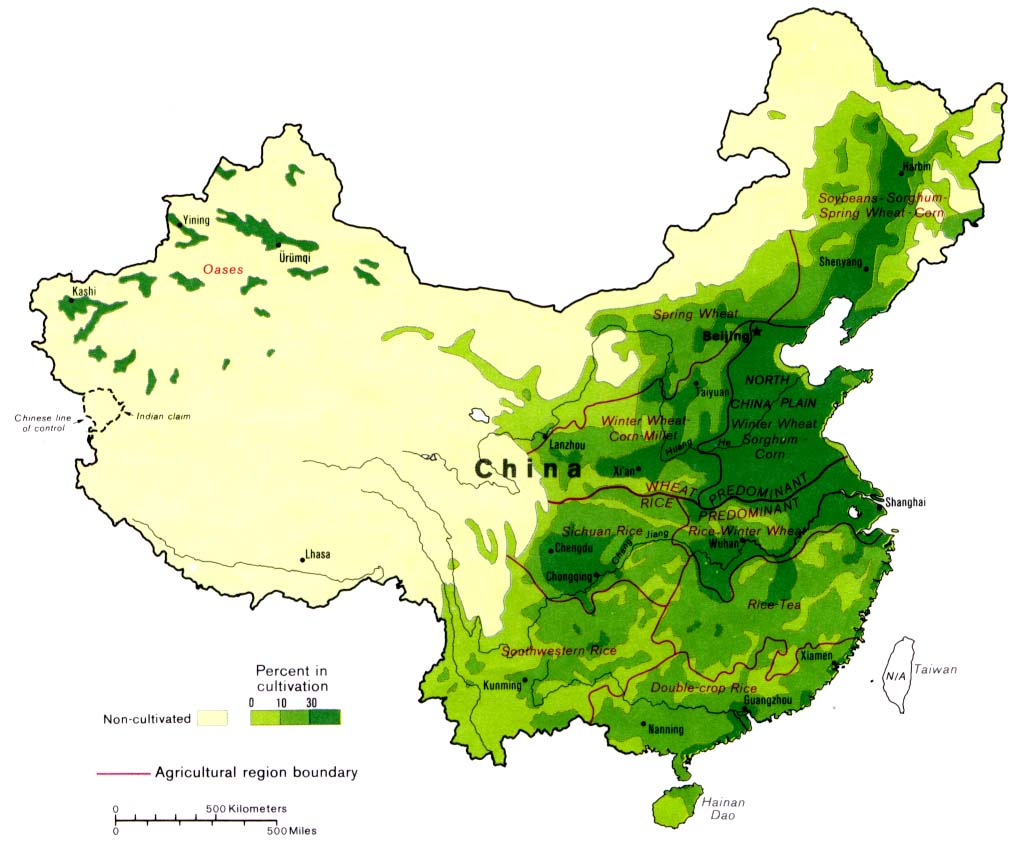
Carte des surfaces cultivées

Charbon, minerai de fer, pétrole, gaz naturel, mercure, étain, tungstène, antimoine, manganèse, molybdène, vanadium, magnétite, aluminium, plomb, zinc, uranium, énergie hydraulique.
Exploitation du sol :
- terres arables : 14 %;
- cultures permanentes : 0 %;
- pâturages permanents : 43 %;
- forêts : 14 % (est. 1993).

Le débit en eau des fleuves et rivières chinois s'élève à environ 2 711,5 km3 par an, 98 % venant des précipitations et 2 % de la fonte de glaciers. La ressource annuelle des nappes phréatiques est estimée à  828,8 km3. À cela s'ajoutent les lacs et réservoirs artificiels. En 2006, environ 54,2 millions d'hectares de terres étaient irrigués. 80 % de ces ressources se trouvent dans le sud du pays.

## Catastrophes naturelles

### Cyclones tropicaux
Les typhons et tempêtes tropicales sont fréquents, cinq par année en moyenne le long des côtes orientale et méridionale, et occasionnent des inondations combinées aux pluies de la mousson.

### Séismes

#### Principaux séismes depuis leXXesiècle
- Xining, Chine, le 22 mai 1927, magnitude 8,3, 200 000 morts.
- Gansu, Chine, le 25 décembre 1932, magnitude 7,6, 70 000 morts.
- Séisme de 1950 en Assam et au Tibet, magnitude 8,6 en 1950
- Le 27 juillet 1976, un violent séisme se déclenche à Tangshan dans la province d'Hebei. Le nombre officiel de morts est 240 000 personnes[4]. D'autres estimations font état de 800 000 victimes directes ou indirectes[5]. (voir : Séisme de 1976 à Tangshan).
- Séisme de 2008 au Sichuan, le 12 mai 2008, magnitude 7,8, 60 000 morts.

#### Répartition
La plus grande partie de la Chine est cependant suffisamment éloignée des lignes de failles et dépourvue de volcans, et n’est donc pas sujette aux séismes.

## Environnement
En 2004, la pollution a coûté à la Chine 512 milliards de yuans, soit 3,05 % du PIB.

### Urbanisation
Fin 2017, 813 millions de Chinois vivaient en ville, soit un taux d'urbanisation de 58,5 % de la population totale ; ce taux a progressé de 5,95 % en cinq ans : 101,65 millions de Chinois ont quitté les campagnes pour s'établir dans des villes.
La Chine doit faire face à un exode rural massif  induit par l'industrialisation de l'agriculture qui a fait passer le nombre d'urbains de 77 millions en 1953 à 190 millions en 1980, puis à 470 millions en 2000, pour atteindre environ 650 millions en 2008 (en incluant une "population flottante" de 150 millions de travailleurs migrants).
Elle a créé 246 villes de 1990 à 2008, et 400 nouvelles villes sont prévues avant 2020 pour héberger de nouveaux paysans venus en ville. D'anciens bourgs comme Shenzhen ou Chongqing ont dépassé les 10 millions d'habitants. Parmi 89 villes chinoises de plus d'un million d'habitants, 49 ont été créées entre la fin des années 1980 et 2008. Seuls 45 % des chinois sont urbains en 2008, mais ce taux devrait être de 60 % en 2020, d'après les prospectivistes qui pensent que l'exode rural amènera encore 300 millions d'habitants en ville. Un premier projet de ville écologique pour 1 million d'habitants est en cours de développement. Ces phénomènes de périurbanisation et d'urbanisation s'accompagnent d'un fort développement de l'automobile et du réseau routier, sources de pollution, de perte de milieux naturels et d'espaces agricoles, ainsi que de fragmentation écologique du territoire.

### Pollution atmosphérique

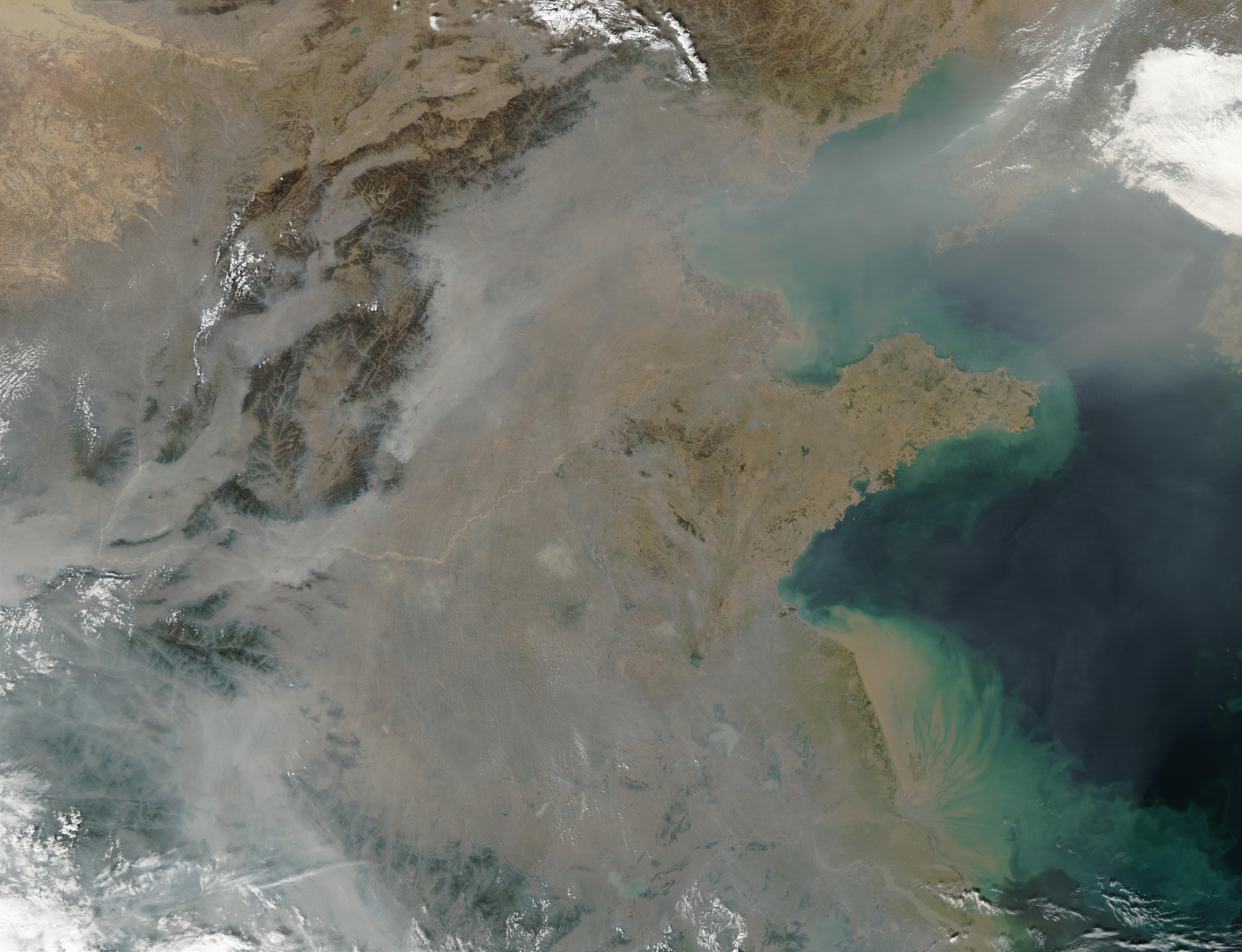
Pollution atmosphérique de l'est de la Chine. Image satellite de la NASA

Le développement industriel et urbain rapide de la Chine provoque une augmentation de la pollution atmosphérique, en particulier dans les grandes agglomérations du pays : un tiers des grandes villes du pays sont affectées par des problèmes de pollution de l'air. Selon l'ONG américaine Blacksmith Institute, Linfen est la ville la plus polluée du monde.
En 2006, la Chine est le premier pays du monde pour les émissions de dioxyde de soufre, qui ont progressé de 27 % entre 2000 et 2005. Le dioxyde de soufre est aussi un composant de la formation des pluies acides, nuisibles aux écosystèmes tels que les forêts et les lacs.
La Chine devrait devenir le plus gros émetteur de dioxyde de carbone d'ici à 2007-2009,,.
Les émissions de dioxyde de carbone devraient passer de 5,6 milliards de tonnes en 2006 à 6,02 cette année, ce qui représente environ 22 % du total mondial.
Les émissions d’oxydes d’azote et de dioxyde de soufre sont 8 à 9 fois plus élevées que dans les pays développés.
En 2003, la Chine produisait 79 % de son électricité à partir du charbon. Pékin prévoit d'ajouter environ 70 nouvelles centrales à charbon par an ; en 2006, cinq centrales à charbon étaient construites par semaine. En effet, la plupart des centrales électriques thermiques sont vétustes et très polluantes, car elles fonctionnent grâce à la technique de pulvérisation du charbon.
À la pollution provoquée par le charbon, il faut ajouter les émissions de GES des automobiles : la pollution atmosphérique est particulièrement fréquente dans les grandes agglomérations.
Sur les vingt villes du monde les plus polluées, dix-sept se trouvent sur le territoire chinois.
À Pékin, la pollution est bloquée par un anticyclone en hiver. Depuis le milieu des années 1990, le parc automobile chinois a été multiplié par deux.
Les conséquences de la pollution atmosphérique sur la santé des Chinois sont dramatiques : on estime qu'elle est responsable de 358 000 décès et 640 000 hospitalisations en 2004. Une enquête plus récente, menée par la Banque mondiale, porte le nombre de morts prématurées dues à la pollution à 460 000 personnes. Les autorités reconnaissent que 6 % des enfants nés chaque année ont des malformations congénitales. Le taux de malformations a fortement augmenté ces dernières années pour atteindre 145,5 cas pour 10 000 naissances en 2006.

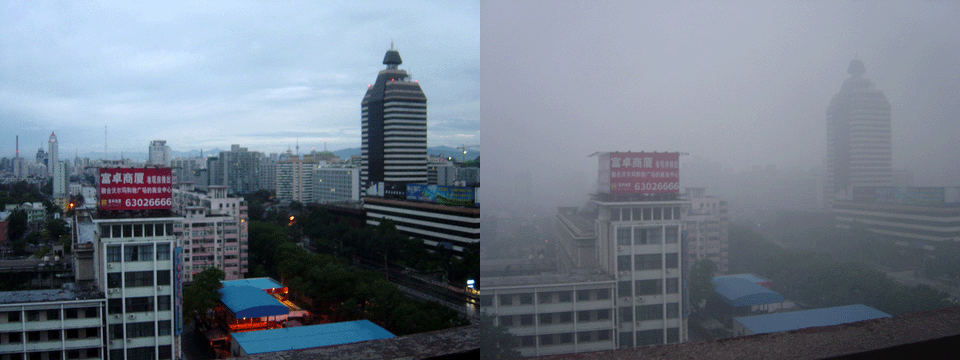
smog (à droite) à Pékin, vers 7h du matin en août 2005 à droite et éclaircie après 2 jours de pluie à gauche.

#### La guerre contre la pollution atmosphérique
Le premier ministre Li Keqiang annonce en 2014 une "guerre contre la pollution". La politique menée comporte un vaste éventail de mesures chocs et rapidement implémentées comme l'interdiction du chauffage au charbon dans certaines villes, une liberté accrue pour les ONG environnementales, des investissements massifs dans les énergies renouvelables, une meilleure surveillance de la pollution afin de mieux pouvoir la combattre, etc.,, Cette réforme massive s'avère particulièrement efficace. Plusieurs experts internationaux la considèrent comme impressionnante et extraordinairement réussie.
Année après année, la pollution atmosphérique est en chute libre dans tout le pays. Entre 2013 et 2020, les taux de PM2.5 ont été réduits de 55% à l'échelle nationale et continuent de baisser depuis.
À Pékin, les taux de PM10 sont en 2022, 70% inférieurs à ceux enregistrés en 2013.
Dans le bassin hautement pollué du Sichuan, la ville de Chongqing a vu ses taux de PM2.5 et PM10 baisser de respectivement 50.2% et 48.9% entre 2014 et 2022.
Bien que toutes ces mesures aient permis un allongement de plusieurs années de l'espérance de vie, les taux de pollution restent significatifs notamment dans les centres urbains et les lieux fortement industrialisés. Si ceux-ci arrivent à être abaissés aux seuils conseillés par l'OMS, la population chinoise pourrait encore gagner jusqu'à trois années d'espérance de vie supplémentaires d'après une étude menée en 2019.
Le taux d'humidité en été est très élevé dans une grande partie de la Chine, dont les grandes villes comme Pékin, Shanghai ou Canton, il n'est pas rare d'y voir un brouillard élevé qui n'est pas forcément de la pollution.

### Des ressources en eau menacées

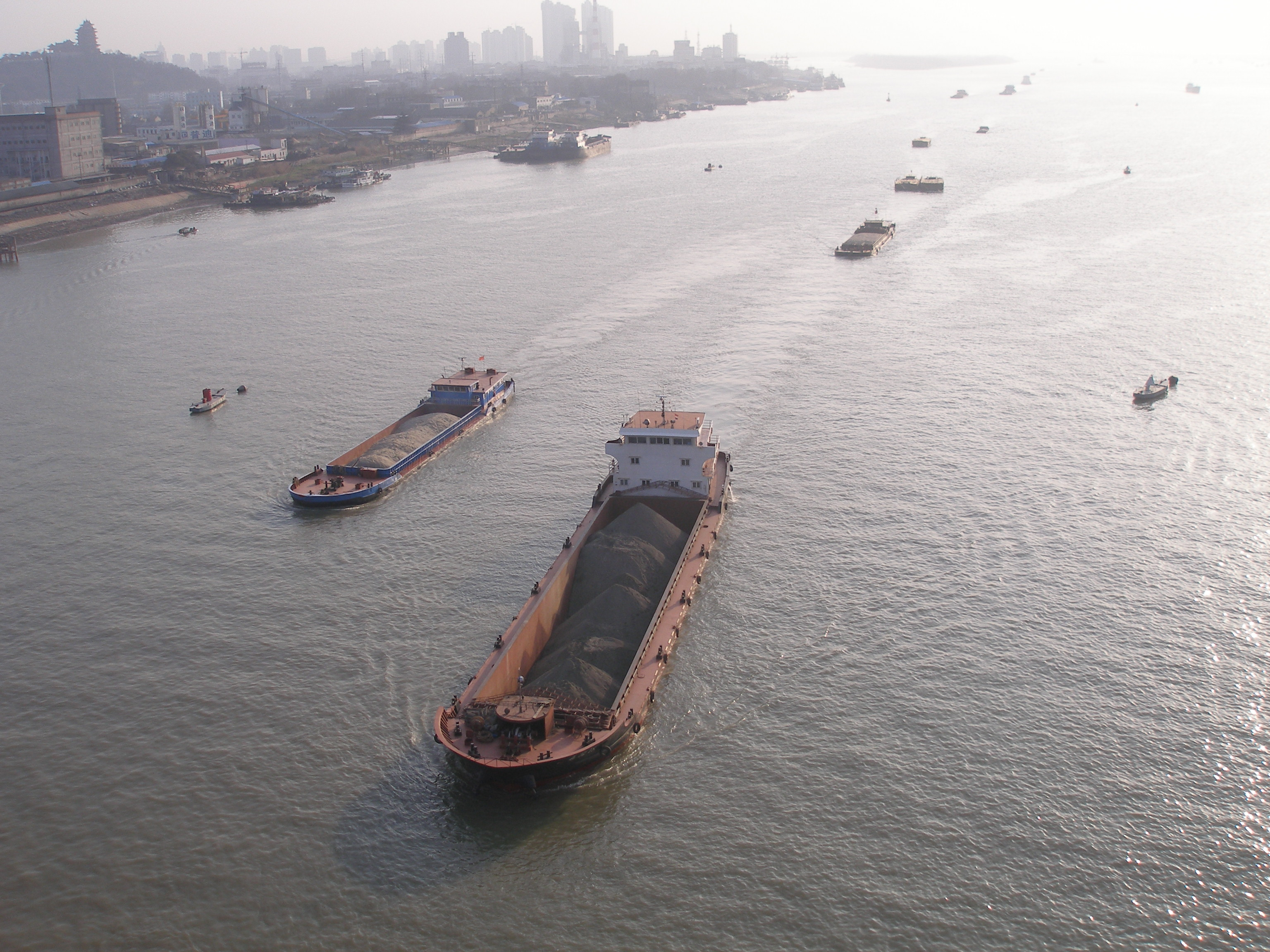
Le Chang Jiang

#### Pollution
Les cours d'eau chinois subissent une pollution croissante : ainsi, depuis le milieu des années 1980, le niveau de pollution du fleuve Jaune a été multiplié par deux. Il supporte chaque année le déversement de 30,5 milliards de tonnes de déchets humains et industriels. Les usines polluantes des régions industrielles de l'est déversent des déchets toxiques. La pollution et la croissance du trafic fluvial ont provoqué la disparition du dauphin du Yangzi. La pollution de l’eau serait à l'origine 118 000 morts par cancer pour l'année 2004. 75 % des lacs chinois souffrent d’eutrophisation : le lac Tai par exemple est pollué, son écosystème très menacé. Environ 190 millions de Chinois souffriraient de maladies liées à la consommation d'une eau insalubre.
La pollution de l'eau est en grande partie d'origine agricole : le pays est le plus important consommateur d'engrais azotés du monde (280 kg par habitant et par an en 2005). Les cours d'eau sont souillés par les déchets industriels et domestiques.

#### Sécheresse et désertification

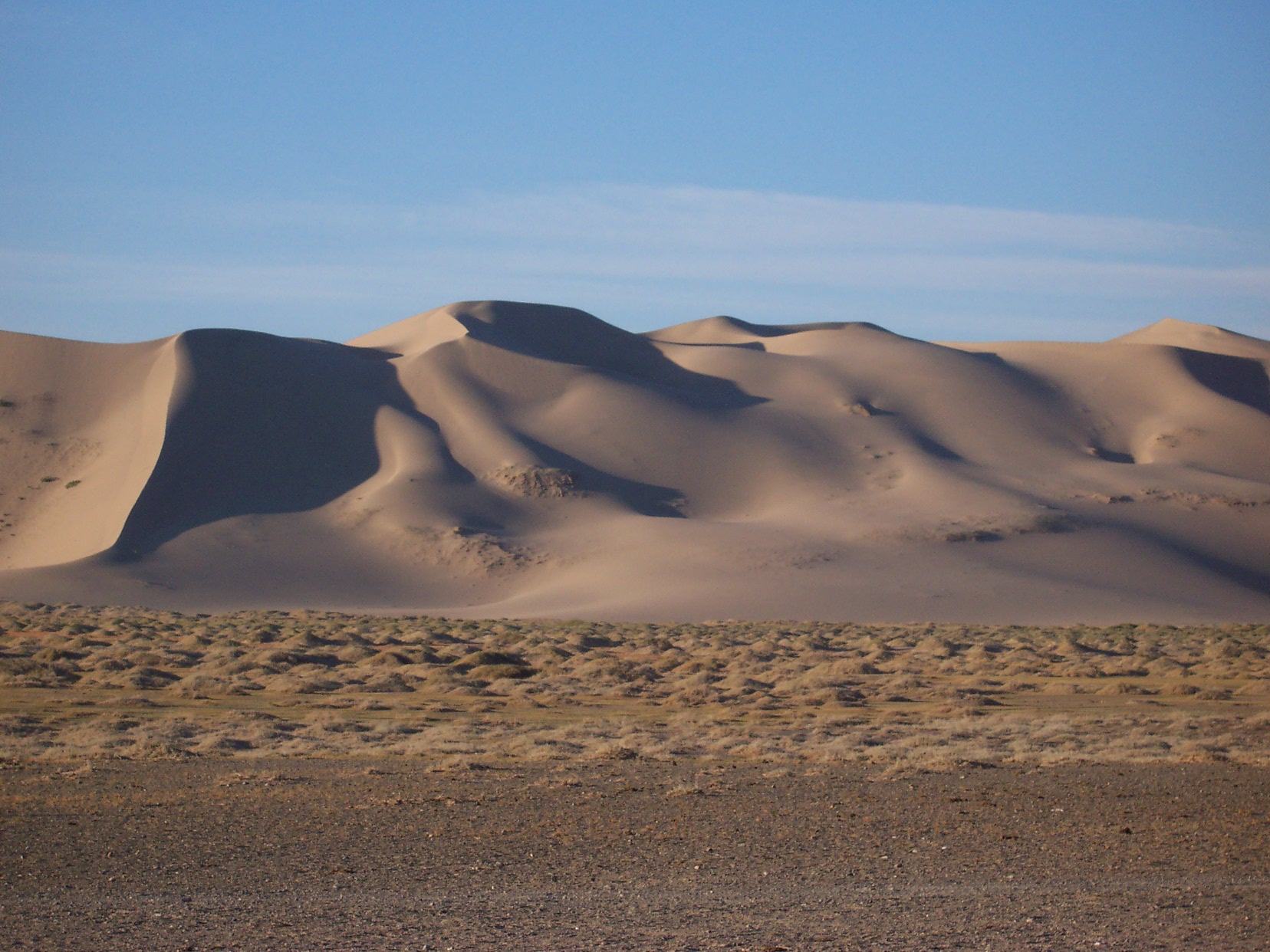
Dunes du désert de Gobi

En tant que pays émergent, la République populaire de Chine n'est pas contrainte à respecter le protocole de Kyoto. Pourtant, le pays est affecté par le réchauffement global de la Terre : 80% des glaciers de Chine occidentale se sont réduits, ce qui a des conséquences sur les cours d'eau qui naissent dans ces montagnes et coulent en Chine. L'augmentation de la consommation chinoise de légumes, céréales et viande entraîne des besoins nouveaux auxquels les agriculteurs répondent par l'augmentation des surfaces irriguées. Le désert, qui représente en 2008 un tiers environ du territoire, progresse rapidement.
Les autorités chinoises sont sensibles à la désertification du nombreuses régions : la Muraille verte, des plantations d'arbres et d'arbustes pour limiter la progression du sable, est plantée depuis les années 1980 dans le nord et l'ouest du pays. Cependant, ses résultats sont limités faute d'entretien, et de nombreux arbres sont déjà morts en Mongolie-Intérieure dans le Hebei. Un projet de détournement des eaux du Yang-Tsé vers le nord est à l'étude.
En 2006, le Sichuan a connu une grave sécheresse ; pendant l'hiver 2007-2008, la sécheresse a affecté le nord et le sud du pays. Les nappes phréatiques du nord du pays sont surexploitées, si bien qu'une partie des eaux du Chang Jiang doivent être transférées au nord par un système de canaux et d’aqueducs. 400 villes manquent structurellement d'eau et 30 millions de ruraux sont confrontés chaque année à des pénuries. Plusieurs cours d'eau sont régulièrement à sec et le Hubei a vu la disparition de plusieurs centaines de lacs. Début 2008, les premières dunes du désert de Gobi se trouvent désormais à 80 km de la capitale. Le réservoir de Guanting, qui alimente Pékin en eau, a vu son niveau baisser de moitié entre 2002 et 2007.

### Dégradation des sols

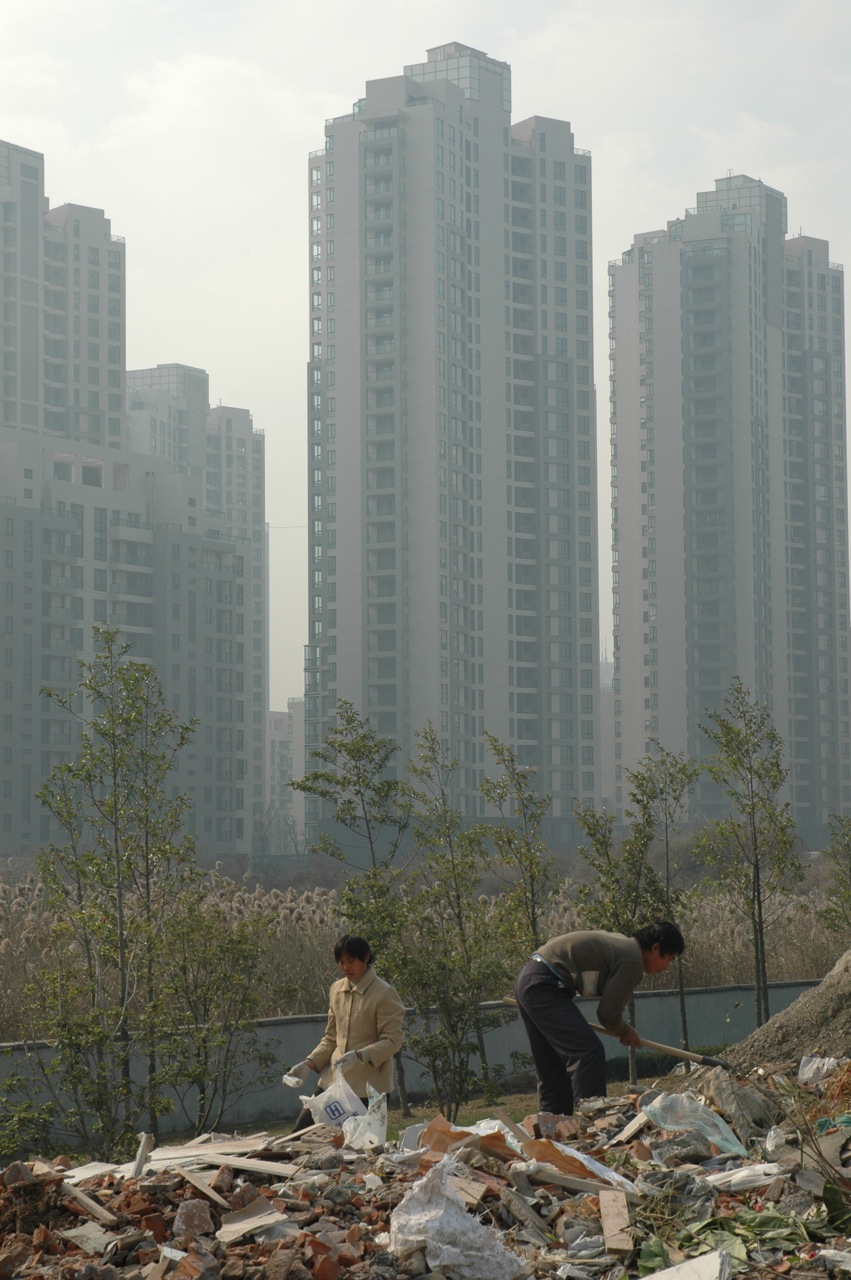
Shanghai : Lors du démantèlement des vieux bâtiments (dont on voit ici les briques et restes ménagers), la majorité des déchets sont revalorisés.

Dix millions d’hectares de terres cultivées (soit 10 % du total) sont pollués.
Ce phénomène entraîne l'exode rural massif. Selon le gouvernement chinois, 34 % des Chinois vivant à la campagne en 2004 n’avaient pas accès à l’eau potable.
L’intense urbanisation réduit l’espace rural. Il est nécessaire de déboiser les pentes des vallées fluviales, ce qui provoque une intense érosion. Au Tibet, des zones forestières autrefois verdoyantes comme le Kongpo ont été transformées en un paysage lunaire[réf. nécessaire]. En 1949, les forêts recouvraient 221 800 kilomètres carrés, soit près de la moitié de la superficie de la France[réf. nécessaire]. En 1985, la moitié de la surface de la forêt était rasée. Selon une étude récente de l'institut américain Worldwatch, la déforestation atteindrait maintenant 85 %[réf. nécessaire]. Le gouvernement chinois a reconnu le rôle de cette déforestation massive dans les inondations catastrophiques de ces dernières années[réf. nécessaire] : en 1998, plus de 10 000 morts, 250 millions de sinistrés, et des millions de sans-abris à la suite des crues du Chang Jiang. Les inondations de l'année 2010 ont aussi provoqué plusieurs milliers de morts.

### Gestion des déchets
Depuis 2005, la Chine est le pays qui produit le plus de déchets industriels ou municipaux avec 300 millions de tonnes par an.
Les villes chinoises produisent chaque année 149 millions de tonnes d’ordures (2007), dont moins de 20 % sont recyclées.